# 수출대로
수출대로(Suchul-daero)는 경상북도 구미시 인동동에서 신평동 운동장교차로를 잇는 도로이다.

## 연혁
- 1973년 : 수출탑로터리 ~ 황상동 구간 개통
- 2021년 1월 9일 : 수출탑로터리 - 운동장교차로 구간 개통

## 주요 경유지
경상북도
- 구미시 (인동동 . 진미동 . 공단동 . 신평동)

## 노선
| 이름            | 접속 노선                     | 소재지 | 소재지 | 비고                 |
| --------------- | ----------------------------- | ------ | ------ | -------------------- |
| (이름없음)      | 수출대로35번길 수출대로36번길 | 구미시 | 인동동 |                      |
| (이름없음)      | 여현로                        | 구미시 | 인동동 |                      |
| (이름없음)      | 검성로                        | 구미시 | 인동동 |                      |
| 인동광장 교차로 | 삼일로 옥계2공단로            | 구미시 | 인동동 | 국도 제67호선과 중복 |
| (이름없음)      | 3공단3로                      | 구미시 | 진미동 | 국도 제67호선과 중복 |
| 공단삼거리      | 3공단2로                      | 구미시 | 진미동 |                      |
| (이름없음)      | 임수로                        | 구미시 | 진미동 |                      |
| (이름없음)      | 3공단1로                      | 구미시 | 진미동 |                      |
| 구미대교 교차로 | 낙동강변로                    | 구미시 | 진미동 |                      |
| 구미대교 교차로 | 낙동강변로                    | 구미시 | 진미동 |                      |
| 구미대교 교차로 | 낙동강변로                    | 구미시 | 공단동 |                      |
| 세무서네거리    | 산호대로                      | 구미시 |        |                      |
| 코오롱네거리    | 1공단로3길 수출대로1길        | 구미시 |        |                      |
| 수출탑로터리    | 구미대로                      | 구미시 | 신평동 |                      |
| 화신2교         |                               | 구미시 | 신평동 |                      |
| 광평고가교      |                               | 구미시 | 신평동 |                      |
| 운동장 교차로   | 박정희로                      | 구미시 | 신평동 |                      |

## 주요 시설및 건물
- E1 충전소 (경상북도 구미시 공단동 수출대로 17)
- 신협 케이에이씨 신협 본점 (경상북도 구미시 공단동 수출대로 41)
- 구미소방서 (경상북도 구미시 공단동 수출대로 112)
- 대구은행 구미영업부 (경상북도 구미시 공단동 수출대로 116)
- IBK기업은행 구미지점 (경상북도 구미시 공단동 수출대로 124)
- 한국산업단지공단 경북지역본부 (경상북도 구미시 공단동 수출대로 127)
- 하나은행 구미지점 (경상북도 구미시 공단동 수출대로 134)
- 안동향교 (경상북도 구미시 진미동 수출대로 333)
- GS25 LGD동락점 (경상북도 구미시 진미동 수출대로 337)
- GS칼텍스 인동주유소 (경상북도 구미시 인동동 수출대로 500)
- KG모빌리티 구미남부 전시장 (경상북도 구미시 인동동 수출대로 512)
- 르노코리아자동차 지정정비코너 인동점 (경상북도 구미시 인동동 수출대로 520)
- 스피드메이트 구미황상점 (경상북도 구미시 인동동 수출대로 525)
- SK에너지 문화셀프주유소 (경상북도 구미시 인동동 수출대로 541)
- 이마트24 구미황상점 (경상북도 구미시 인동동 수출대로 555)
- CU 구미수출대로점 (경상북도 구미시 인동동 수출대로 559)